# Aleixo Comneno (filho de Andrônico I)
Aleixo Comneno (c. 1170–1199 (29 anos)) era um filho do imperador bizantino Andrônico I Comneno (r. 1183–1185) com sua parente e amante Teodora Comnena, rainha-mãe de Jerusalém.
Durante o reinado do imperador Manuel I Comneno (r. 1143–1185), Aleixo acompanhou o pai no exílio, visitando, neste período, o Reino da Geórgia. O rei georgiano, Jorge III, parente deles, concedeu a Andrônico diversos castelos na Caquécia, no leste da Geórgia. Andrônico retornou para Constantinopla e conseguiu conquistar o trono em 1183, apenas para ser deposto e assassinado em 1185. Aleixo fugiu novamente para a Geórgia, onde recebeu as propriedades que eram do pai. A certa altura, ele chegou mesmo a ser considerado por alguns nobres georgianos como um candidato a se tornar o consorte da rainha reinante Tamara I.
De acordo com a tradição histórica georgiana, os descendentes de Aleixo se multiplicaram na Geórgia dando origem à família nobre dos Andronicasvili, os "filhos de Andrônico", um nome que homenageia um suposto filho de Aleixo. Apesar da natureza extremamente fragmentária do pedigree dos primeiros Andronicasvili, o professor Cyril Toumanoff (1976) aceitou a origem comnena como plausível, mas as evidências arroladas por Kuršankis (1977) sugerem que o fato pode ser nada mais do que uma lenda. Toumanoff também assumiu que a linhagem dos "reis provinciais" de Alastani (ca. 1230–1348), conhecidos a partir de fontes medievais georgianas e incluindo um rei chamado Andrônico, pode ter pertencido aos Comnenos georgianos (Andronicasvili).